# Sibirisches Tellerkraut
Das Sibirische Tellerkraut (Claytonia sibirica), auch Sibirische Claytonie genannt, ist eine Pflanzenart aus der Gattung Tellerkräuter (Claytonia) innerhalb der Familie der Quellkrautgewächse (Montiaceae).

## Beschreibung

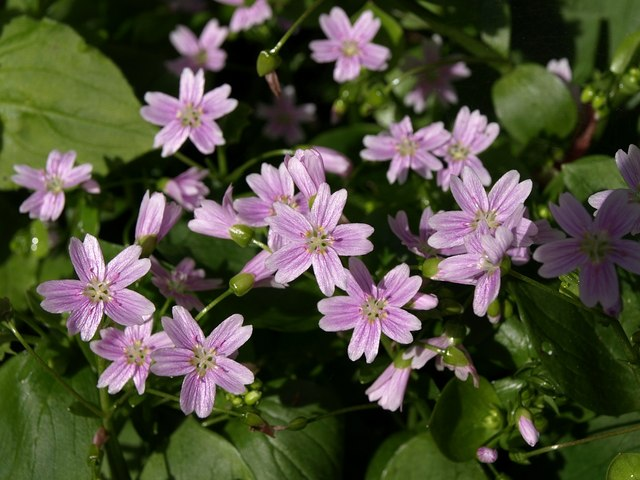
Fünfzählige Blüten

Das Sibirische Tellerkraut ist eine einjährige bis kurzlebig ausdauernde krautige Pflanze, die Wuchshöhen von 5 bis 40 Zentimetern erreicht. Die Laubblätter sind gegenständig angeordnet. Die Grundblätter sind lang gestielt mit breit eiförmiger und zugespitzter Spreite. Die Stängelblätter sind sitzend und nicht miteinander verwachsen.
Die Blütezeit erstreckt sich von April bis Juni. Die beiden Tragblätter der Blütenstände stehen den Deckblättern gegenüber und sind nicht miteinander verwachsen. Die zwittrigen Blüten sind radiärsymmetrisch und fünfzählig mit doppelter Blütenhülle. Die fünf rosafarbenen, selten weißen Perigonblätter sind 6–10 mm lang, tief ausgerandet bis gespalten.
Die Chromosomenzahl beträgt 2n = 12, 18, 24 oder 30.

## Verbreitung
Das natürliche Verbreitungsgebiet reicht von Kamtschatka, British Columbia, Alaska, Idaho, westlichen Montana, Oregon, Washington bis zum nördlichen Kalifornien. In Deutschland ist das Sibirische Tellerkraut ein in Einbürgerung befindlicher Neophyt. Es ist in Mitteleuropa eingebürgert in Belgien, den Niederlanden und in Tschechien, in Deutschland in Hessen, Nordrhein-Westfalen und im Gebiet von Berlin und Brandenburg.